# 奧爾洛夫角
奥尔洛夫角（俄语：Мыс Орлова），日治时期稱稻輪岬（日语：／），是萨哈林岛的一個海角。奥尔洛夫角周围几乎全是森林，最高點距離該角南部1公里，海拔110米。